# 池にすむ水の妖精

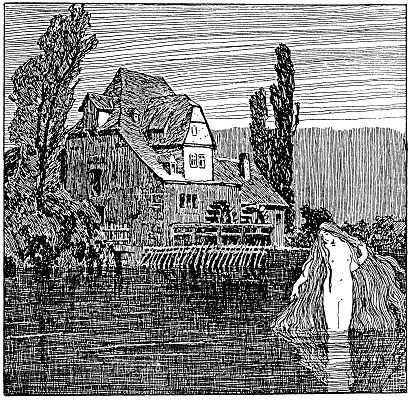
製粉所の近くの池に佇む水の妖精（オットー・ウベローデ 作）

「池にすむ水の妖精」（いけにすむみずのようせい、Die Nixe im Teich）は、グリム童話のひとつ。「池の水の精」や「池の中の水の精」とも呼ばれる。
AT分類 316に分類され、主人公の両親（通常、父親が多い）が子供と引き換えに願いを叶えたり、富などを約束することを特徴とする。

## あらすじ
粉屋が妻と一緒に暮らしていた。二人にはたくさんの財産があったが、その財産は年毎に減っていった。ある朝、悩んだ粉屋が散歩に出かけて池のそばを通った時、水の中から音がして、長い髪の美しい女が現れた。この女が水の精だと分かった粉屋は恐ろしくて立ちすくんでいたが、水の精が粉屋の悩んでいる理由を尋ねてきたので、粉屋は事情を話した。水の精は、「財産を与える代わりに、粉屋の家で生まれたばかりの一番幼いものをくれると約束するように」と言った。粉屋は、それは子犬か子猫に違いないと考えて約束をした。大急ぎで粉屋が家に帰ると女中が出てきて、「奥様が元気な男の子を生みましたよ」と叫んだ。やがて粉屋の家はまた栄えるようになったが、水の精と交わした約束のせいで、粉屋は心から喜ぶことはできなかった。粉屋は決して子供を池には近づけなかった。
時が経って子供は若者になり、猟師のところで修業をした。修業が終わって腕のいい猟師になると、村の名主に仕えることになった。その村には美しく誠実な娘が住んでいて、猟師はその娘を気に入り、やがて恋に落ちた。そのことに気づいた主人が猟師に小さな家をやった。二人は心からお互いを愛し、平和で幸せに暮らしていた。
しかしある時、猟師は鹿を追っているときにうっかり池に近づき、水の精に攫われてしまった。女は嘆き悲しみ、池のそばで愛する人の名前を叫んだが、返事はかえってこなかった。やがて疲れ果てた女はその場で眠ってしまい、夢を見た。夢の中で女は歩き、老婆の住む家を見つけた。目を覚ました女は夢で見たとおりに歩いて行き、やがて老婆の家にたどり着いた。老婆は女を優しく招き入れた。老婆の助けを借り、女は満月の夜ごとに、金の櫛、金の笛、金の糸車を池に投げ込み、ついに猟師を救い出した。
二人が逃げ出して少し行くとすぐ、池全体が恐ろしい音を立てて盛り上がり、洪水となって襲いかかった。女は恐怖に駆られて老婆に助けを求めると、次の瞬間にはもう体が人間の形をしておらず、ヒキガエルに変えられていた。おかげで洪水に飲み込まれても殺されずにすんだが、はるか遠くまで流されてしまった。水が引いて乾いた地面に触れるとヒキガエルは人間の姿を取り戻したが、そこは見知らぬ土地で、愛する人の姿はどこにもなかった。
二人は羊飼いとなってそれぞれ別の町で暮らしていた。ある時、再びお互いが誰と知らずに出会い仲良くなった。満月の夜に男が金の笛を吹くと、女はそれを聞いて愛する人を思い出し、泣き出した。やがて月の光がお互いの顔を照らすと、魔法が解けたように互いの愛する人だと気付き、二人は抱き合ってキスをした。二人が幸せなのは聞くまでもない。